# 승전기

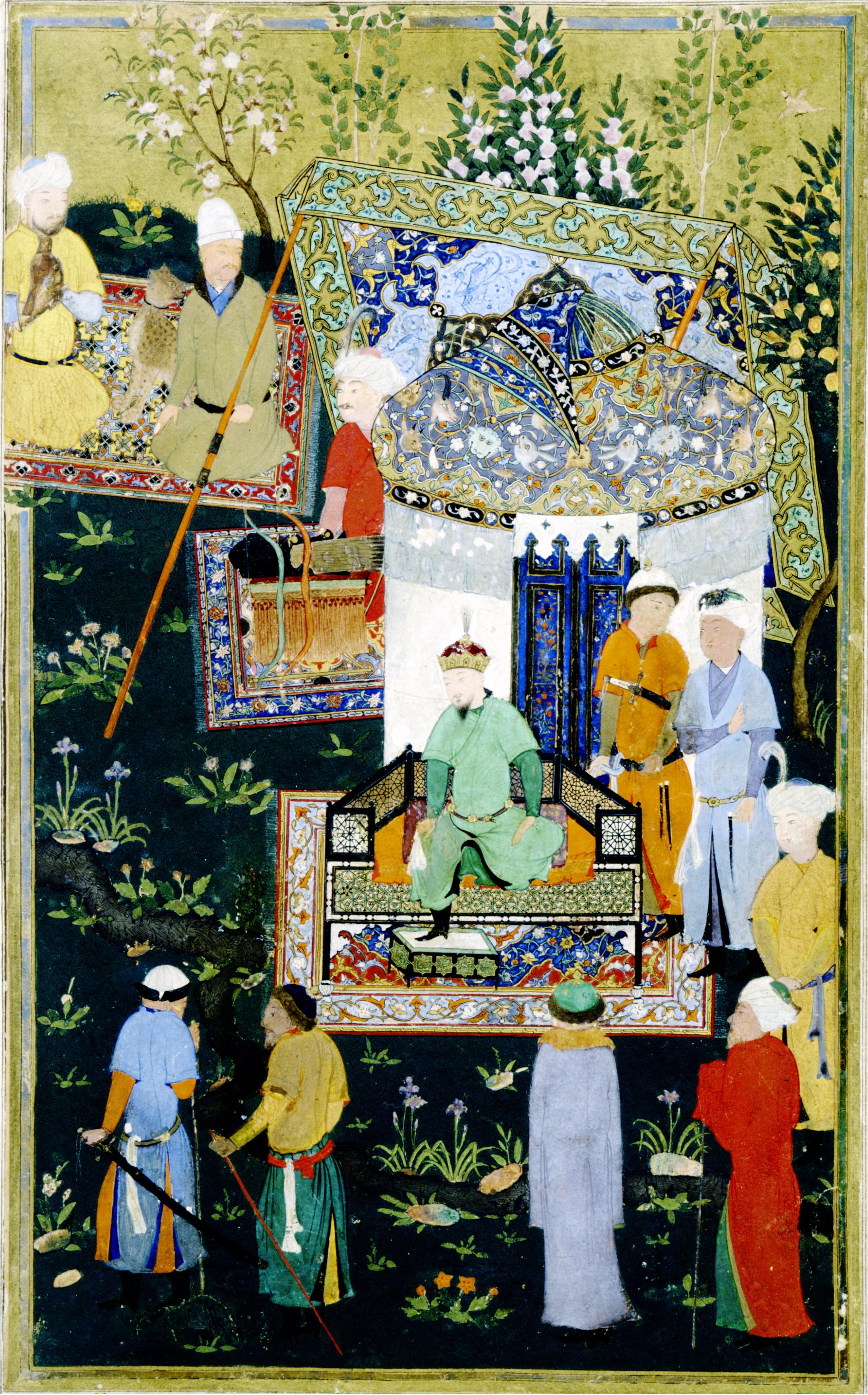
즉위식에서 청중을 맞이하는 티무르. 가렛 자파르나마에 그려져 있는 페르시아 세밀화이다.

《승전기》(勝戰記)는 1424년에서 1428년에 걸쳐 편찬된 티무르 제국의 창건자 아미르 티무르(재위 1370~1405년)의 정복전쟁에 대해 저술한 기록이다. 오늘날의 이란 야즈드 출신인 샤리프 앗 딘 알리 야즈디(Sharif al-Din ‘Ali Yazdi)가 티무르가 사망한지 약 20년 만에 티무르의 손자인 이브라힘 술탄(Ibrahim Sultan)의 지시를 받아 편찬하였으며, 티무르의 생애를 저술한 가장 널리 알려진 자료 가운데 하나이다. 원제는 자파르나마(The Zafarnama, 페르시아어: ظفرنامه)로 '승리의 기록'이라는 뜻이다. 본문은 티무르 제국의 왕실 서기관들과 비서들이 작성한 메모를 사용해 작성되었는데, 이 책에 저술된 역사 기록들이 신중하고 바람직한 사실 선정에 기초했음을 암시한다.
이슬람-이란 초기의 시와 산문은 정치적, 종교적 지도자들의 요구에 따라 그들 자신의 유산을 세우려는 시도의 일환으로 쓰여졌던 것으로 대부분 찬미적인 내용을 담고 있었다. 티무르는 생전에 자신의 행위가 명확하고 단순한 언어로 기려지기를 바랐으나 《승전기》는 문체와 표현에 있어 상당한 양의 쌍곡어와 티무르에 대한 찬미적 색채를 지니고 있어, 당대 작가들의 문학적 취향이 티무르의 바람보다 앞섰음을 알 수 있다. 《승전기》는 우즈베크인 치하의 차가타이 투르크어로 번역되었고 16세기에 오스만 터키어로 번역되기 전에 페르시아 지역에서 자주 모방되고 삽화로 각색되기도 했다. 나아가 1722년 프랑수아 페티스 데 라 크로아스(François Pétis de la Croix)에 의해 처음으로 프랑스어로 번역되어 유럽에 전해졌고, 이듬해에는 영어로도 번역되었다.

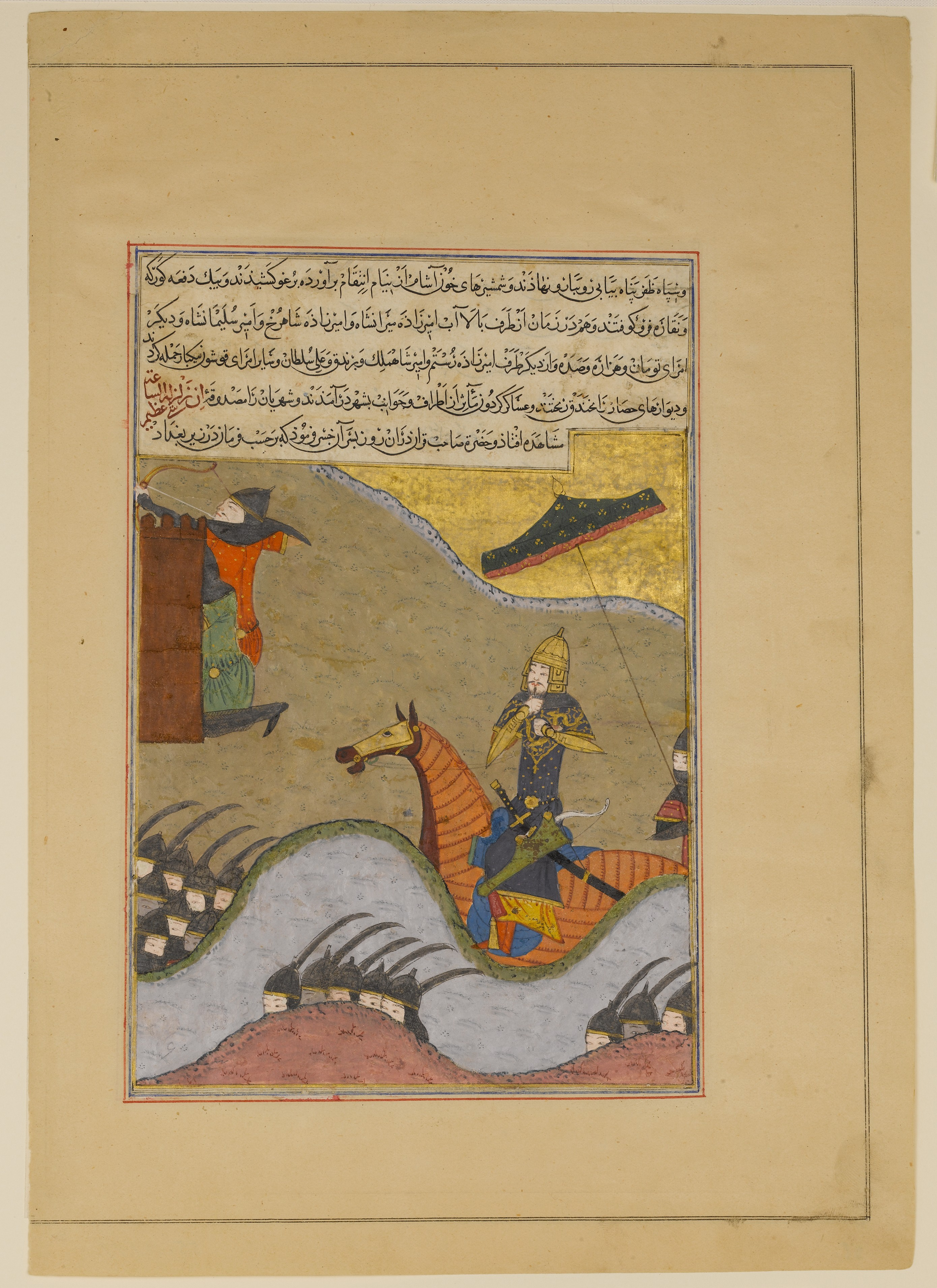
바그다드를 함락시키는 티무르. 손자인 술탄 이브라힘이 1435년에서 1436년에 걸쳐 서사한 사본에 실려 있는 삽화이다.

야즈디의 《승전기》는 티무르의 지도력과 군사적 업적을 두드러지게 서술한 15세기 문헌들 가운데 하나이다. 저자 야즈디는 티무르의 정복자로서의 경력에 관한 전대의 문헌을 참조했고, 이는 《승전기》의 본문에 반영되었다. 그가 주로 영향을 받은 문헌 중 하나는 1404년에 니잠 알딘 샤미(Nizam al-Din Shami)가 쓴 전기였으며 그 근거의 예 가운데에는 십수년쯤 전에 편찬된, (《승전기》의 두 버전이 모두 존재하는) 인도에서의 티무르의 경력(루즈네임-예 가자바트-에 힌두스탄)을 자세히 묘사했던 기야스 알딘(Ghiyas al-Din)의 저서 《알리의 티무르 이야기》(Ali’s story detailing Timur)를 사용한 것이 있다.
1410년, 티무르의 아들 샤 루흐(Shah Rukh)는 그의 아버지의 일대기를 다룬 최신판의 역사서를 원했고 그때까지 원래의 《승전기》의 저자인 니잠 알딘 샤미에 이어 또 다른 서기관 타즈 알 살마니(Taj al-Salmani)가 본서의 원고를 완성하고 티무르의 생애 마지막 몇 년을 기록했다. 이러한 텍스트 기록의 관례는 술탄 후세인의 《승전기》 편찬에 중요한 역할을 했는데, 원고에 있는 본문의 내용을 그대로 받아 적게 하였다.

## 저자
《승전기》의 저자 샤리프 앗 딘 알리 야즈디는 필명인 샤라프(Sharaf)로도 알려져 있는데, 15세기의 이슬람 철학자로 예술 및 과학 분야에서의 몇몇 저술을 남겼으며 그 다루는 범위는 수학, 천문학, 수수께끼, 시문학, 역사 등 폭넓은 것이었으며, 《승전기》는 그의 저작 가운데서도 가장 널리 알려진 작품이었다. 그가 이란의 부유한 도시 야즈드에서 태어난 것은 1370년경의 일이었다. 그는 그의 생애 대부분을 철학, 나아가 시리아와 이집트에서의 교육에 바쳤고, 그것은 티무르가 사망하는 1405년까지 계속되었다. 샤리프 앗 딘은 샤 루흐 티무르(Shahrukh Timur)의 통치가 흔들리던 1446년-1447년 반란을 일으켰으나, 평소 그가 지니고 있던 학식과 통찰력 덕분에 특별히 죽음을 면하고 다른 도시로 옮겨졌다. 그는 태프트(Taft)에서 만년을 보냈고, 그곳에서 1454년에 사망했다.
야즈디는 1421년 훗날 《승전기》(자파르나마)라는 제목으로 알려지게 될 티무르의 전기를 쓸 것을 명받고 4년 뒤인 1425년 작업을 완수했다. 티무르의 손자인 술탄 아부 알 파흐 이브라힘 미르자(Abu al-Fath Ibrahim Mirza)는 야즈디가 이 작업에 착수하는 동안 그의 후원자가 되어 주었다. 이미 젊은 시절에 야즈디는 그가 태어난 고향 야즈드 지역에서 교사 일을 하고 있었고, 훗날 티무르 제국의 통치자가 될 샤루크와 그 아들 이브라힘과는 절친한 친구 사이였다. 또한 1442년부터 이듬해까지 그는 도시 쿰에 살고 있던 미르자 술탄 무함마드의 측근 고문이기도 했다.

## 사본
《승전기》(자파르나마)는 여러 삽화본들이 존재하지만, 15세기에 작성된 판본 가운데 삽화본은 이브라힘 술탄의 자파르나마, 가렛 자파르나마(Garrett Zafarnama), 투르크 베 이슬람 에세리 무제시 자파르나마(the Turk ve Islam Eserleri Müzesi Zafarnama) 등 세 권만이 현존하고 있다. 《승전기》(자파르나마)의 다양한 버전의 판본이 남게 된 것은 이러한 판본의 제작을 의뢰했던 여러 후원자들 덕분이라고 할 수 있다. 각각의 후원자들은 《승전기》(자파르나마)의 버전에 따른 개인적인 취향과 목표가 서로 달랐고, 이것은 그들이 발탁한 예술가에 의해 완성된 삽화나 디자인의 구성 및 선택에 큰 영향을 미쳤다.
가렛 자파르나마(또는 Baltimore Zafarnama or Zafarnama of Sultan Husayn Mirza)는 샤라프 앗 딘 알리 야즈디 자신이 작성한 《승전기》(자파르나마)의 초기 사본으로 현재는 미국 메릴랜드주 볼티모어의 존 홉킨스 대학 도서관에 소장되어 있다. 이 사본에는 12개의 페르시아 세밀화가 6개씩 2쪽으로 들어 있으며, 1467-8년경, 헤라트에서 만들어진 것으로 추정되고  The colophon states that the manuscript was the work of "the most humble Shir Ali," who was a popular scribe in his day. 이 여섯 장의 삽화는 당대의 유명한 화가인 케말 아딘 비자드(Kemal a-Din Bihzad)가 그린 것으로 추정되고 있다.
1590년대 무굴 황제 악바르의 공방에서도 《승전기》(자파르나마)의 사본이 제작되었다.

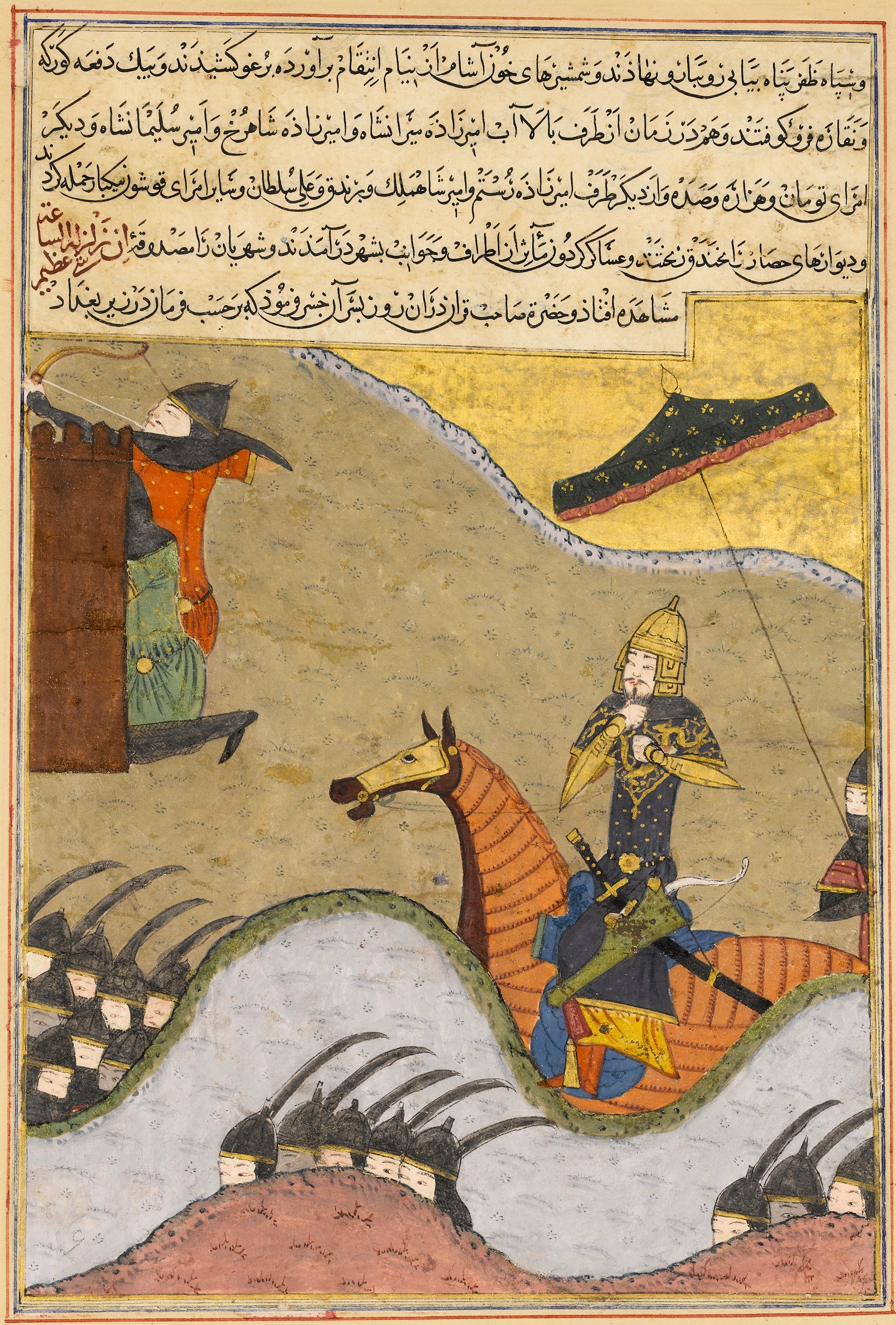
바그다드 함락. 1435년-1436년 무렵에 술탄 이브라힘이 작성한 사본이다.
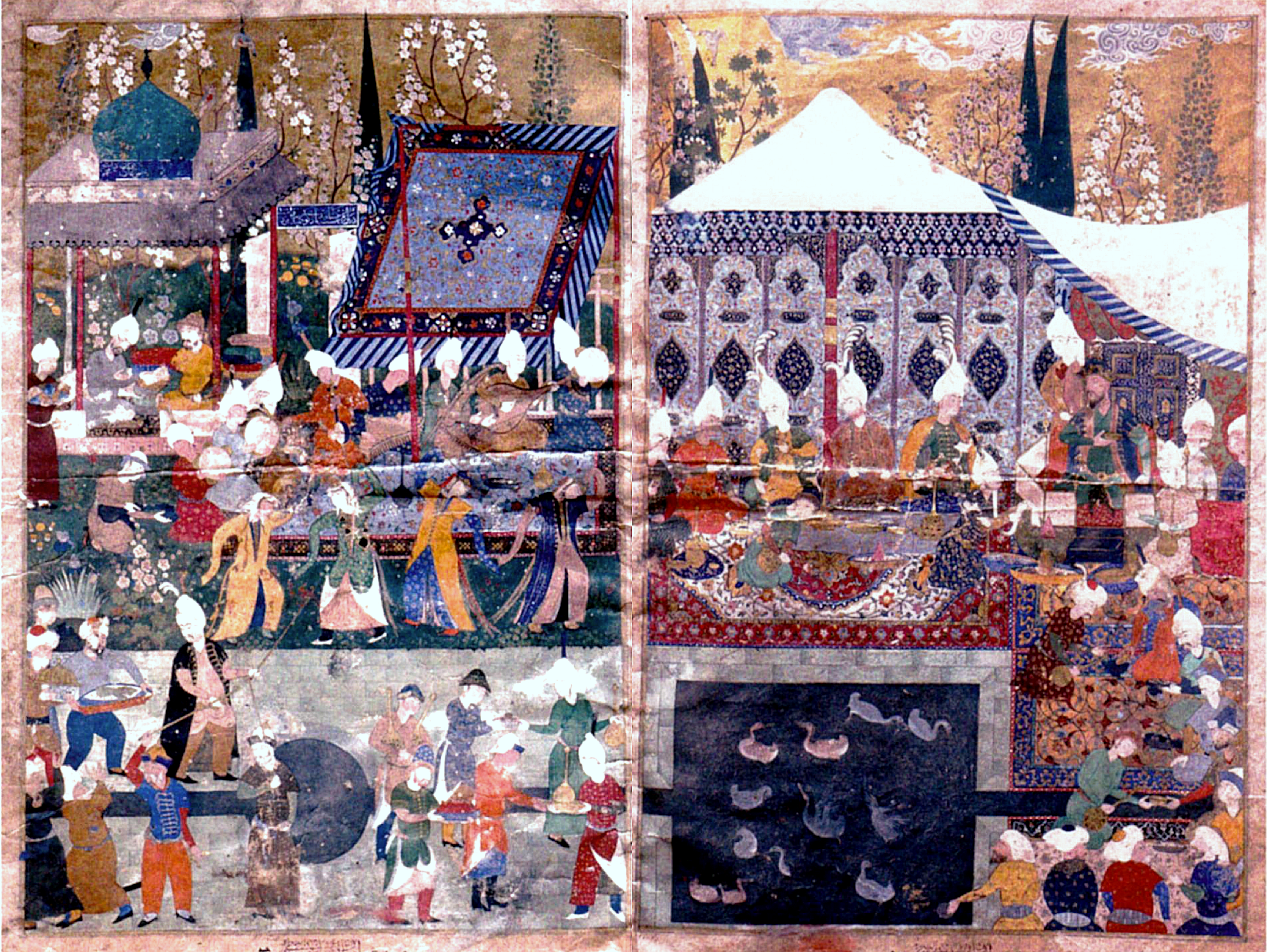
티무리드 왕자의 결혼식. 무하마드 술탄, 피르 무함마드, 샤 루흐가 그려져 있다.
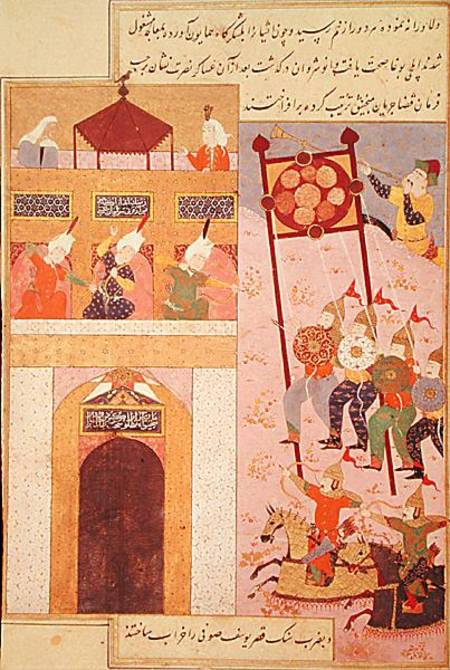
티무르의 우르겐치 포위 장면. 1595년-1600년 사이에 작성되었다.
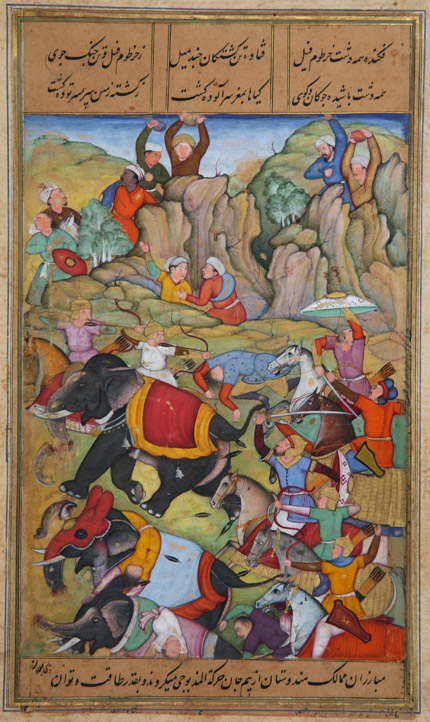
델리 술탄국의 술탄을 격퇴하는 티무르. 악바르에 의해 1595년에서 1600년 사이에 작성되었다.
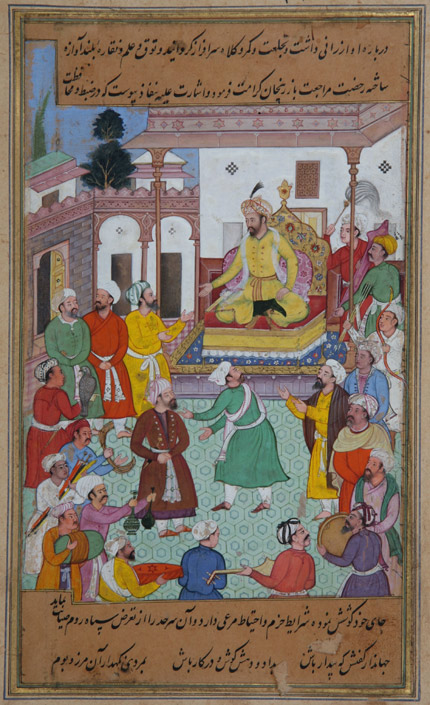
그루지아 공략을 명하는 티무르. 악바르에 의해 1595년에서 1600년 사이에 작성된 사본이다.
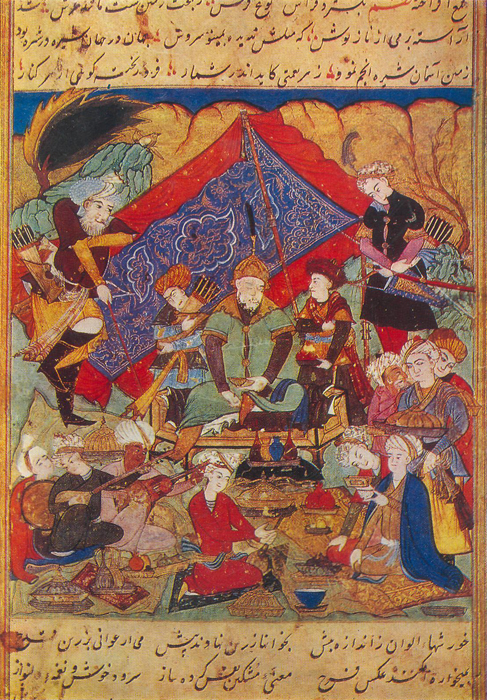
사마르칸드 근방에서 잔치를 벌이는 티무르. 1628년 작성된 사본이다.

## 한국어 번역
2020년 서울대학교 동양사학과 이주연이 박사논문 《티무르朝 史書, 야즈디 撰 『勝戰記』(Ẓafar-nāma)의 譯註》를 통해 야즈디의 《승전기》(자파르나마)의 한국어 완역을 처음으로 내놓았다.